# Escut de Tàrbena
S'escut de tàrbena és un símbol representatiu oficial de Tàrbena, municipi des País Valencià, a la comarca de sa Marina Baixa. Té es següent blasonament:
| « | Escut quadrilong de punta redona. Partit. Al primer quarter, en camp de gules, una torre d'or. Al segon quarter, en camp d'argent, un bou passant de gules. Per timbre, corona reial oberta. | » |

## Història
S'escut fou aprovat per Resolució de 31 de maig de 1999, des conseller de Presidència, publicada en es DOGV núm. 3.549, des 29 de juliol de 1999.
Sa torre és s'atribut de santa Bàrbara, patrona de sa localitat, i fa referència també a s'antic castell de sa vila. Es bou són ses armes parlants des Bou, antics senyors de sa vall de Tàrbena.